# Jardim Vazami
O Jardim Vazami é um bairro da zona oeste da cidade de São Paulo, Brasil. Forma parte do distrito da cidade conhecido como Vila Sônia. Administrada pela Subprefeitura do Butantã. .
A área fica ao lado da Rodovia Régis Bittencourt e do Cemitério da Paz, o primeiro a seguir o padrão de cemitério-jardim no Brasil. Foi inaugurado em 1965. . Uma de suas ruas é a Rua Olímpio Rodrigues da Silva.